# Bariet
Het mineraal bariet (ook wel bariumsulfaat, zwaarspaat, blanc fixe of permanentwit genoemd) is een sulfaat van barium met de chemische formule BaSO4.

## Eigenschappen
Het heeft een hardheid van 3 tot 3,5. Bariet is niet oplosbaar in water en heeft een hoge weerstand tegen andere chemicaliën. Het heeft een dichtheid van 4,48 kg/dm3, een witte streepkleur en de splijting van het mineraal is perfect volgens [210] en imperfect volgens [010]. De dubbelbreking van bariet is 0,0110 - 0,0120.
Er bestaan stenen van onzuiver bariumsulfaat die opgloeien in het donker, zogenaamde Bologna-stenen. 
Hoewel andere bariumzouten zoals bariumchloride wel toxisch zijn, is bariumsulfaat dit niet omdat het zout niet oplost in water.

## Voorkomen
Bariet komt meestal voor in hydrothermale aders waar het ontstaat bij lage tot middelmatige temperatuur. Verder wordt het gevonden in gangen en holten in kalksteen en in nieuwgevormde, vochtige en licht verzilte bodems.
In België wordt bariet aangetroffen te Plombières, Angleur, Villers-en-Fagne en Fleurus. In Duitsland is het Schwerspratmuseum in Medebach, Sauerland. Hier wordt al sinds 1777 aan mijnbouw gedaan. Sinds 1957 wordt bariet gedolven in de Rudolfmijn.

## Zie ook

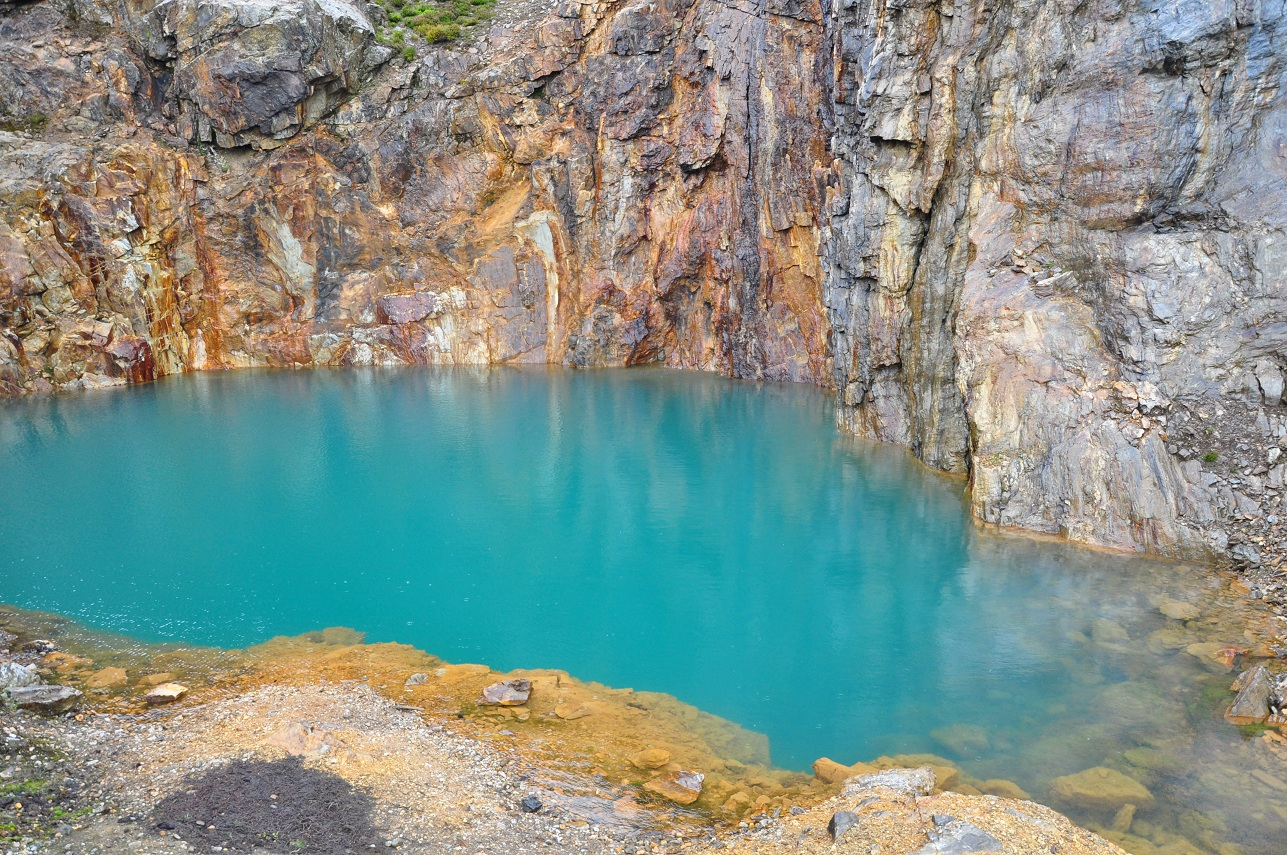
Verlaten barietmijnschacht bij Aberfeldy (Schotland)